# Kapela Uzvišenja Svetog Križa na Jarunu
Kapela Uzvišenja Svetog Križa katolička je kapela koja se nalazi u zagrebačkom naselju Jarun u gradskoj četvrti Trešnjevka – jug. Sagrađena je 1932. godine. Kapela je najstarija sakralna građevina Trešnjevke.

## Povijest
U svojim je počecima naselje Jarun bilo uključeno u župu Marije Pomoćnice na Knežiji koja je osnovana 1937. godine. Jarun je bio prigradsko naselje uz Savu, slabo prometno povezano s gradom. Godine 1942. osnovana je župa u Rudešu, te je u nju bio ključen i Jarun. Nakon Drugog svjetskog rata salezijanci su u kapeli na Jarunu uveli redovite nedjeljne mise i vjeronaučnu pouku za djecu, iako je mala kapela bila vrlo neprikladan prostor za veća ukupljanja.

## Galerija
- Prednje pročelje
- Stražnje pročelje
- Kip na prednjoj fasadi